# Budapest főpolgármester-helyetteseinek listája
Ez a lista a Fővárosi Közgyűlés által 1990 óta Budapest főpolgármesterének javaslata alapján az ő helyettesítésére és munkájának segítésére megválasztott főpolgármester-helyetteseket sorolja fel, zárójelben hivatali idejük megjelölésével. A főpolgármester-helyettesek 2010-ig kizárólag a Fővárosi Közgyűlés tagjai közül kerülhettek ki, 2010-től azonban más is megválasztható a tisztségre, mely eseteket a lista külön jelöli.
- Marschall Miklós (1990–1994)
- Schneller István (1990–1994)
- Székely Gábor (1990–1994)
- Atkári János (1994–2006)
- Schiffer János (1994–2006)
- Szolnoki Andrea (1994–2006)
- Vajda Pál (1994–2006)
- Bakonyi Tibor (2002–2006)
- Ikvai-Szabó Imre (2005–2010)
- Hagyó Miklós (2006–2009)
- Horváth Csaba (2006–2009)
- Bagdy Gábor (2010–2019)
- Csomós Miklós (2010–2014)
- György István (2010–2014)
- Pesti Imre (2010–2011)
- Szentes Tamás (2011–2014)
- Hutiray Gyula (2011–2012, nem képviselőként)
- Szeneczey Balázs (2012–2019, nem képviselőként)
- Szalay-Bobrovniczky Alexandra (2014–2019, nem képviselőként)
- Dorosz Dávid (2019–2020, nem képviselőként)
- Gy. Németh Erzsébet (2019–2022)
- Tüttő Kata (2019–2024)
- Kerpel-Fronius Gábor (2019–2024, nem képviselőként)
- Kiss Ambrus (2019–2024, nem képviselőként)
- Bősz Anett (2022–2024)